# The Holly and the Ivy
"The Holly and the Ivy" ('Kristtornen og vedbenden') er en traditionel engelsk julesang. Julesagen indeholder elementer af kristne og hedenske symboler, hvor kristtorn og vedbend repræsenterer hedenske frugtbarhedssymboler. Kristtorn og vedbend har været et hovedelement i traditionel engelsk juledekorationer til brug i kirken siden i hvert fald det 15. og 16. århundrede. Musikken og det meste af teksten blev først udgivet af Cecil Sharp. Sir Henry Walford Davies skrev et populært arrangement for kor, der ofte fremføres ved festivaler og koropsætninger rundt omkring i verden.

## Tekst
The holly and the ivy, when they are both full grown,
Of all the trees that are in the wood, the holly bears the crown.
Omkvæd:
Oh, the rising of the sun and the running of the deer,
The playing of the merry organ, sweet singing in the choir.
The holly bears a blossom as white as lily flower,
And Mary bore sweet Jesus Christ to be our sweet saviour
Omkvæd
The holly bears a berry as red as any blood,
And Mary bore sweet Jesus Christ to do poor sinners good.
Omkvæd
The holly bears a prickle as sharp as any thorn,
And Mary bore sweet Jesus Christ on Christmas Day in the morn.
Omkvæd
The holly bears a bark as bitter as any gall,
And Mary bore sweet Jesus Christ for to redeem us all.
Omkvæd

## Oprindelse

### Kristorns hellige betydning
Almindelig Kristtorn (Gælisk: cuileann) var hellig for druiderne, der forbandt planten med vintersolhverv. Romerne anså kristtorn for Saturnus' plante og dermed hellig. Almindelig Kristtorn har altid traditionelt været forbundet med jul. Henrik 8. af England skrev en kærlighdssang Green groweth the holly der priser kristtorn og vedbend for at modstå vinteren uden at miste den grønne farve.

## Eksterne links
- Free sheet music for piano from Cantorion.org
- Hymns Without Words Arkiveret 14. december 2013 hos  Wayback Machine free recording for download suitable for services
- Steve Roud on superstitions Arkiveret 12. februar 2007 hos  Wayback Machine
- "Notes on 'The Contest of the Holy and the Ivy'"
- Hymns and Carols of Christmas
- Ancient Mysteries Described Especially the English Miracle Plays, Founded on Apocryphal New Testament Story, Extant Among the Unpublished Manuscripts in the British Museum, Including Notices of Ecclesiastical Shows, the Festivals of Fools and Asses, the English Boy-bishop, the Descent Into Hell, the Lord Mayor's Show, the Guildhall Giants, Christmas Carols, Etc By William Hone, George Cruikshank
- Holly and Ivy Songs Arkiveret 26. november 2013 hos  Wayback Machine